# Стипе Плетикоса
Стипе Плетикоса (на хърватски: Stipe Pletikosa) е бивш хърватски футболист роден на 8 януари 1979 г. в Сплит, Хърватия. Дългогодишен вратар на националния отбор на Хърватия, за който има 114 изиграни мача.

## Клубна кариера
Започва кариерата си в Хайдук Сплит през 1996 г. През сезон 1998/99 измества титулярния страж Тончи Габрич и получава повиквателна в националния отбор. Следващата година Хайдук печели Купата на Хърватия, а през 2000/01 става и шампион. През 2002 г. Стипе е избран за най-добър вратар в местния шампионат и става и футболист на годината в Хърватия. След силни изяви на СП 2002, внимание на Плетикоса обръщат чуждестранни отбори. През 2003 г. Стипе и съотборникът му Дарио Сърна подписват с украинския Шахтьор (Донецк).
В състава на „миньорите“ изиграва удачен първи сезон, в който е титуляр и печели Купата на Украйна. През 2004 г. обаче новият треньор Мирча Луческу залага на Ян Лащувка под рамката и Стипе изиграва само 6 двубоя в първенството. Плетикоса печели шампионската титла на страната същия сезон, макар да няма особена заслуга да триумфа. През сезон 2005/06 Стипе се завръща в Хайдук Сплит под наем, за да има игрова практика за престоящото Световно в Германия. Когато се завръща в Шахтьор през лятото на 2006 г., титуляр вече е украинският национал Богдан Шуст.
На 7 март 2007 г. преминава в Спартак Москва за 3 милиона евро. Дебютира няколко дни по-късно в двубой с Амкар (Перм) и бързо се утвърждава в състава на „червено-белите“. Стипе провежда чудесен сезон 2007, в който Спартак до последно се бори за шампионската титла, но не успява да преодолее конкуренцията на Зенит и остава втори. Играта на хърватина е оценена високо, като той попада в 33 най-добри футболисти за сезона под номер 3 на вратарския пост. Вестник Спорт Експрес избира Плетикоса за вратар на годината в шампионата.
Сезон 2008 се превръща в провал за Спартак, като тимът е разкъсван от вътрешни скандали, треньорски смени и колеблива игра, довела до едва осмо място в Премиер лигата. Спасяванията на Плетикоса са решителни в множество моменти от сезона и вратарят е избран за футболист на годинта в Спартак.
През 2009 г. треньорът Валери Карпин налага младия Сослан Джанаев и оставя Плетикоса резерва. През лятото на 2009 г. интерес към него проявява английският Тотнъм. Тогава Стипе получава травма и не успява да премине във Висшата лига. Все пак, през август 2010 г. хърватският страж преминава на Уайт Харт Лейн под наем за един сезон. За Тотнъм записва само 1 мач - срещу Арсенал в Карлинг Къп, завършил с поражение за „шпорите“ с 1:4.
През лятото на 2011 г. подписва договор с ФК Ростов. Стипе се утвърждава в тима, ставайки важна част от прогреса му. През сезон 2012/13 е избран за футболист на сезона на клуба, след като ростовчани успяват да избегнат плейофите за оцеляване в лигата. На следващия сезон хърватинът е капитан на Ростов и тимът печели Купата на Русия за първи път в историята си. Плетикоса напуска Ростов след края на сезон 2014/15.
В началото на 2016 г. преминава като свободен агент в Депортиво. Стипе не успява да се наложи в испансикия клуб и през май същата година обявява края на кариерата си.

## Национален отбор
Плетикоса прави дебюта си за Хърватия на 20-годишна възраст срещу Дания през 1999 г., и печели поздравления за неговите рефлекси и отбиването на силни топки. Но несигурността при манипулиране на високи топки довежда до колебливо представяне на Европейското първенство за младежи през 2000 г. в Словакия. Хърватия завърши последна в тяхната група. Той работи усилено върху подобряването на слабостите в играта си и под ръководството на Мирко Йозич, става титуляр в националния отбор. Играе и в трите мача на Хърватия на СП 2002.
Очевидно е Стипе да е вратар на тима на Евро 2004 в Португалия, но контузия оставя стража извън състава за шампионата. Плетикоса отново играе на голям форум на Световно първенство в Германия през 2006 г. Там обаче „шахматистите“ не успяват да излязат от груповата фаза. Значително по-добро е представянето на Евро 2008, където Хърватия се класира на 1/4-финал. Плетикоса пази без смяна и на Евро 2012 и Мондиал 2014. След световното в Бразилия слага край на кариерата си в националния тим.
За Хърватия Плетикоса има 144 мача, като е втори по този показател, след Дарио Сърна.

## Успехи

### Клубни
- Шампион на Хърватия – 2000/01
- Купа на Хърватия – 1999/00, 2002/03
- Шампион на Украйна – 2004/05
- Купа на Украйна – 2003/04
- Суперкупа на Украйна – 2005
- Купа на Русия – 2013/14

### Индивидуални
- Футболист на годината в Хърватска Първа лига – 2002
- Футболист на годината в Хърватия – 2002
- Вратар на годината в Руска Премиер лига – 2007 (в класацията на Спорт Експрес)
- Футболист на сезона на Спартак Москва – 2008
- Футболист на сезона на ФК Ростов – 2012/13